# Mol (enota)
Mól (oznaka mol) je osnovna enota SI množine snovi. En mol snovi vsebuje Avogadrovo število (NA) delcev, to je 6,022 140 76 × ×1023 delcev. Množina snovi kvantitativno povezuje področje atomov in področje merljivih količin, torej povezuje mikropodročje in makropodročje. Pri uporabi te količine je vedno treba navesti, za kakšne osnovne dele snovi gre: atome, molekule, ione, elektrone, druge delce, ali določene skupine teh delcev. 
Po starejši definiciji je bilo v enem molu toliko delcev, kolikor atomov vsebuje 12 gramov izotopa ogljika 12C. Po redefiniciji osnovnih enot SI leta 2019 pa je mol definiran prek Avogadrove konstante, katere vrednost je natanko 6,022 140 76 × ×1023 mol-1. 
1. ↑  »Mednarodni sistem merskih enot SI | GOV.SI«. Portal GOV.SI. Pridobljeno 5. februarja 2024.